# Sočský národní park

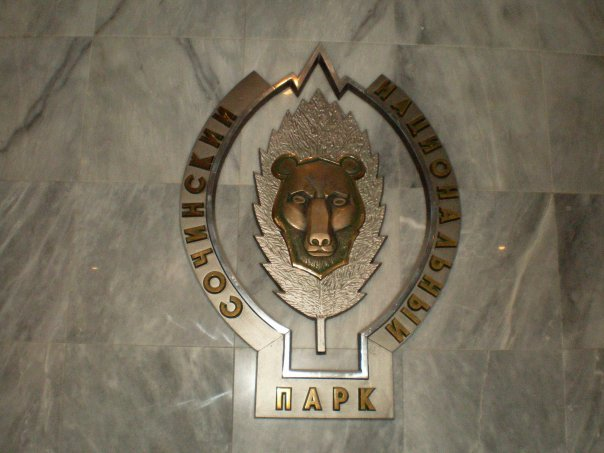
Znak parku

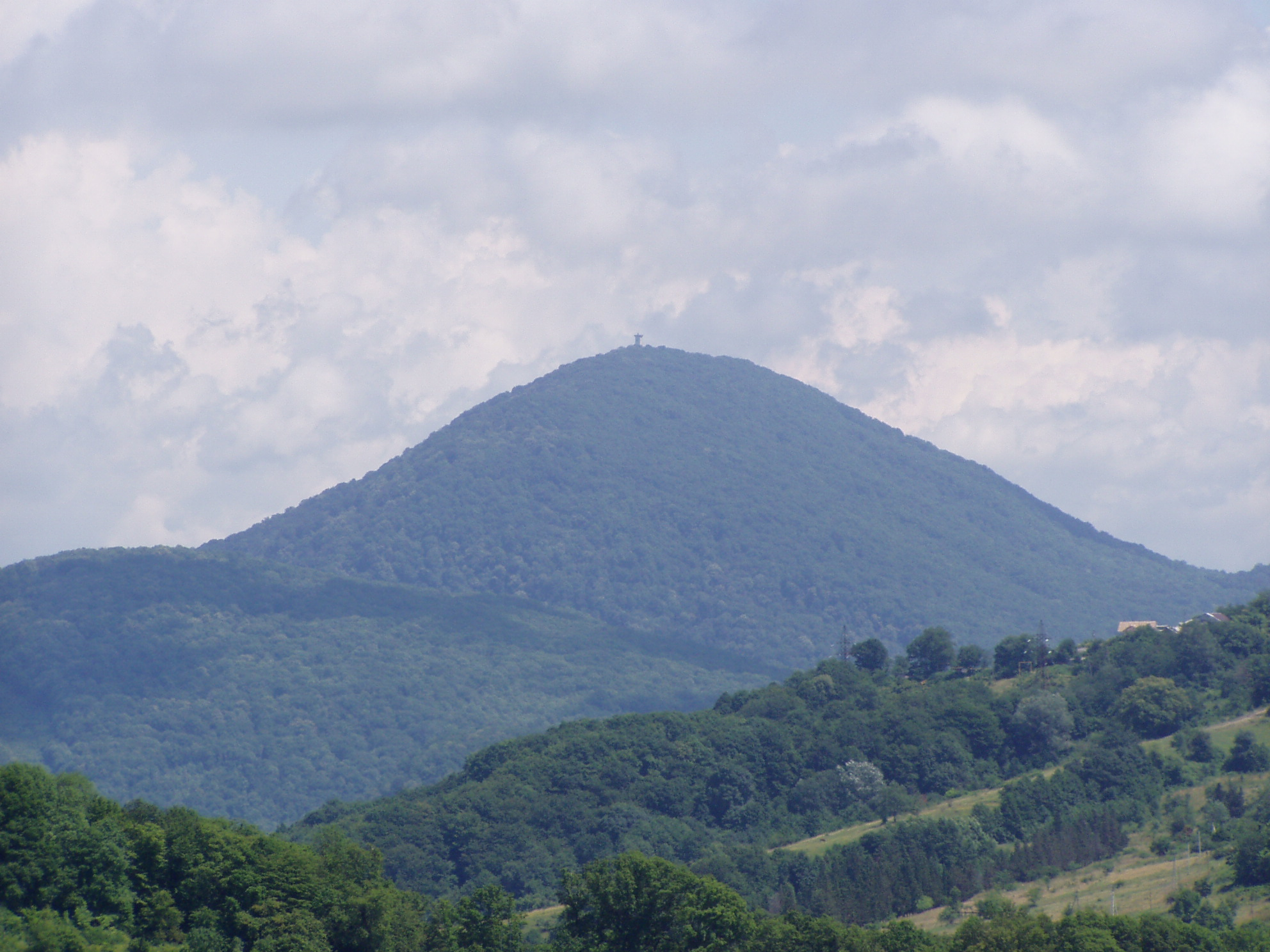
Hora Achun

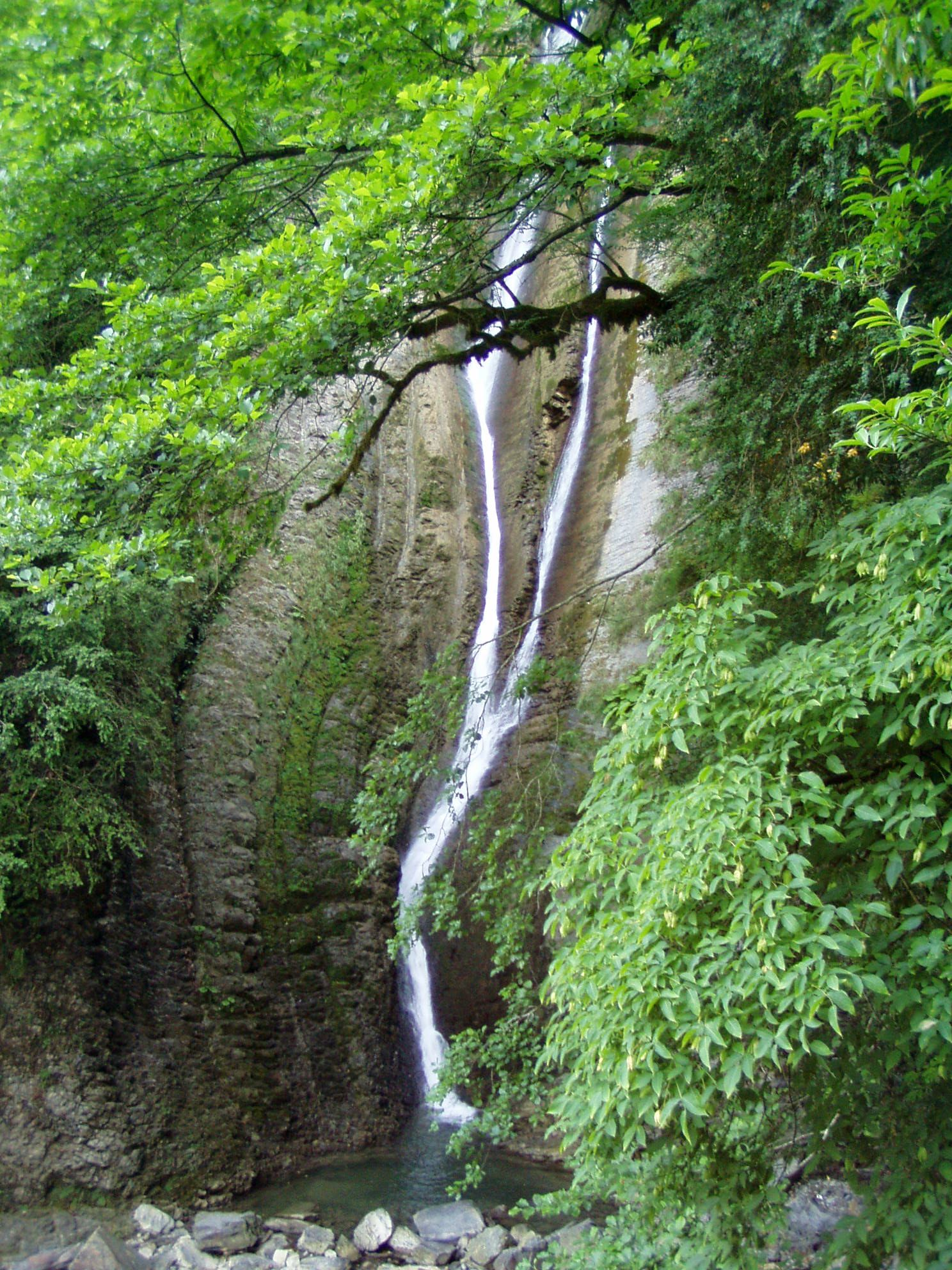
Orechovský vodopád

Sočský národní park (rusky Сочинский национальный парк – Sočinskij nacionalnyj park) je národní park na severozápadě Kavkazu u ruského města Soči. Založen byl 5. května 1983, má rozlohu 1 937,3 km² a na severovýchodě navazuje na Kavkazskou přírodní rezervaci.
Roku 1999 byl v rámci Západního Kavkazu zanesen na seznam světového dědictví UNESCO.

## Poloha
Park se nachází v oblasti širšího Soči, na severozápadě sahá až k hranici Tuapsinského rajónu u ústí řek Magri a Šepsi a na jihovýchodě až k řece Psou na hranici s Gruzií, na jihozápadě až k Černému moři a na severovýchodě až k Hlavnímu kavkazskému hřebeni.

## Rostlinstvo
Sočský národní park je zhruba z 95 % pokryt horskými lesy.

## Živočišstvo
Mezi významné druhy větších zvířat patří například zubr evropský, jelen lesní, srnec obecný, kamzík horský, medvěd hnědý, prase divoké, vlk, šakal obecný, liška obecná, vydra říční a rys ostrovid, dále z ptáků orel skalní, orel stepní, orel královský, orlovec říční, sup bělohlavý a orlosup bradatý a z plazů želva žlutohnědá, užovka stromová, užovka podplamatá, užovka obojková a ještěrka obecná. Mezi zde žijící ryby patří pstruh nebo ouklejka pruhovaná.
Od roku 2009 probíhá v parku ve spolupráci se Světovým fondem na ochranu přírody pokus o reintrodukci levharta perského.